# 小口蛹草包蝸牛
小口蛹草包蝸牛（学名：Sinoennea microstoma）是柄眼目扭蜗牛总科扭蜗牛科草包蝸牛亞科中華草包蝸牛屬的一种。其种加词“microstoma”意为“小口的”。

## 分佈
本物種主要分佈於台灣南部。